# Jiří Pomeje
Jiří Pomeje (České Budějovice, 1964. december 13. – Nová Ves pod Pleší, 2019. február 26.) cseh színész, szinkronszínész, filmproducer.

## Filmjei

### Színészként
Mozifilmek
- Velká filmová loupez (1986)
- Pravidla kruhu (1988)
- Čekání na Patrika (1988)
- Blázni a devcátka (1988)
- Tulajdonképpen nem történt semmi (Vlastně se nic nestalo) (1989)
- Dotyky (1989)
- Jestřábí moudrost (1989)
- Muka obraznosti (1990)
- Král kolonád (1991)
- Tichá bolest (1991)
- Lady Macbeth von Mzensk (1992)
- Nahota na prodej (1993)
- Playgirls (1995)
- Playgirls II (1995)
- O třech rytířích, krásné paní a lněné kytli (1996)
- O perlové panně (1997)
- Hanele (1999)
- Začátek světa (2000)
- Angyalarc (Andělská tvář) (2002)
- Kameňák 2 (2004)
- Milion dolarów (2011)
- Kameňák 4 (2013)
- Angélique (2013)
- Vánoční Kameňák (2015)

Tv-filmek
- Preceptor (1986)
- Bylo nás sest (1986)
- O princi, který mel o kolecko víc (1992)
- Zkrízené mece (1998)
- Zvonící mece (2001)

Tv-sorozatok
- Laskavý divák promine (1994, egy epizódban)
- Nováci (1995, két epizódban)
- Hospoda (1997, egy epizódban)

### Szinkronszínészként
| Eredeti cím     | Magyar cím                  | Év   | Szerep               | Színész               |
| --------------- | --------------------------- | ---- | -------------------- | --------------------- |
| Kickboxer       | Kickboxer                   | 1989 | Kurt Sloane          | Jean-Claude Van Damme |
| Lionheart       | Oroszlánszív                | 1990 | Lyon Gautier         | Jean-Claude Van Damme |
| Double Impact   | Dupla dinamit               | 1991 | Alex / Chad Wagner   | Jean-Claude Van Damme |
| Kabuto          | –                           | 1991 | Mayeda               | Sho Kosugi            |
| Tango & Cash    | Tango és Cash               | 1992 | Raymond Tango        | Sylvester Stallone    |
| Beyond the Law  | A pokol angyala             | 1992 | Dan Saxon            | Charlie Sheen         |
| Gunmen          | Fenegyerekek                | 1994 | Cole Parker          | Mario Van Peebles     |
| Dumb and Dumber | Dumb és Dumber – Dilibogyók | 1994 | Harry Dunne / Dumber | Jeff Daniels          |
| Terminator      | Terminátor – A halálosztó   | 1995 | T800-101             | Arnold Schwarzenegger |
| Step by Step    | Egyről a kettőre            | 1998 | Moose                | Donald Gibb           |
| Derailed        | Vakvágányon                 | 2002 | Jacques Kristoff     | Jean-Claude Van Damme |

### Producerként
- Ördögi szerencse (Z pekla stestí) (1999, producer)
- Pocetí mého mladsího bratra (2000, producer)
- Z pekla stestí 2 (2001, producer)
- Kameňák 2 (2004, producer)
- Kameňák 3 (2005, executive producer / producer)
- Kameňák 4 (2013, producer)